# لت سر پل
لت سر پل مربوط به دوره صفوی است و در استان اصفهان، شهرستان کاشان، بخش مرکزی، شهر کاشان، فین بزرگ، خیابان شهید مطهری، کوچه شیرینکار واقع شده و این اثر در تاریخ ۱۵ دی ۱۳۸۷ با شمارهٔ ثبت ۲۴۰۲۳ به‌عنوان یکی از آثار ملی ایران به ثبت رسیده است.